# 차투라지

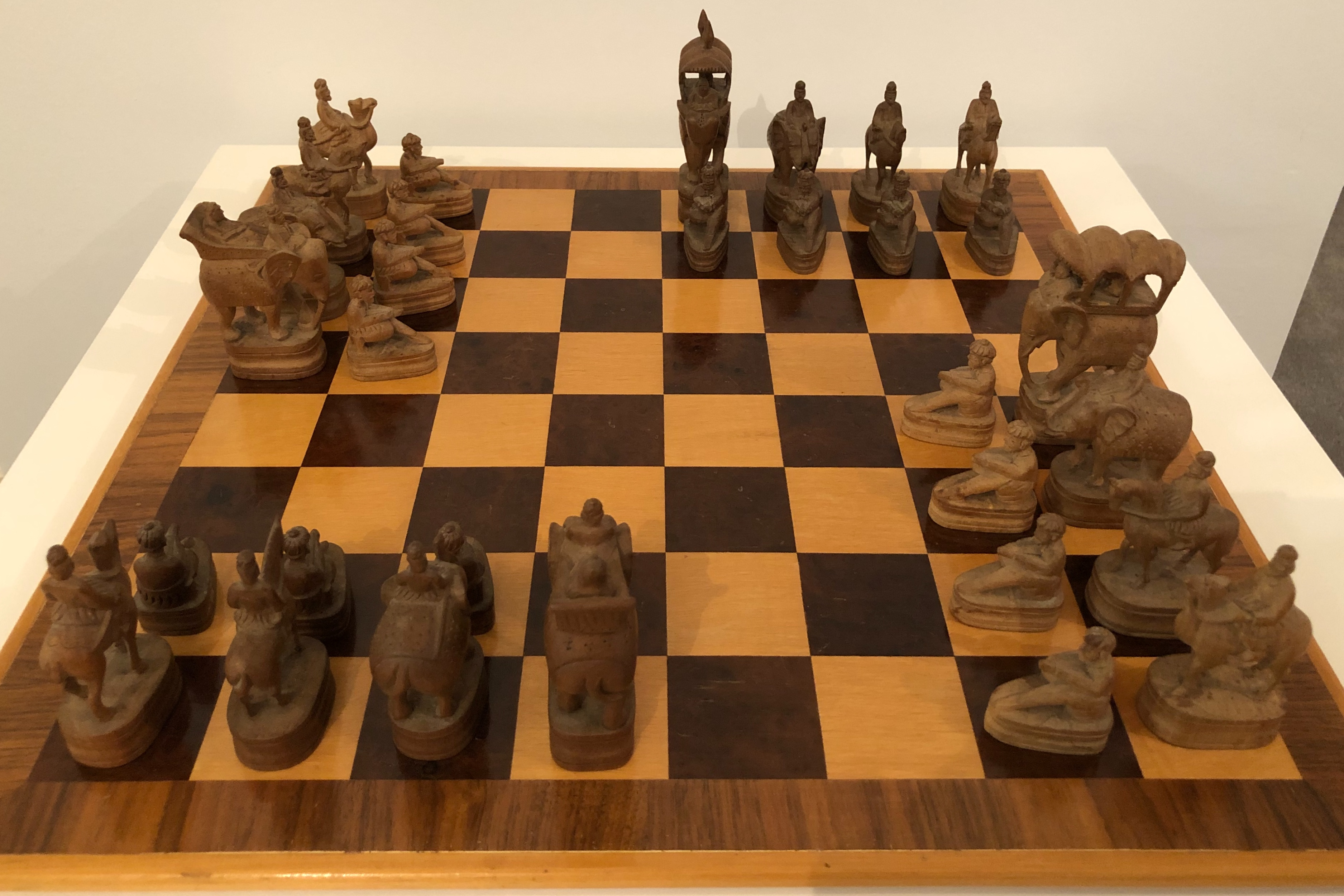
차투라지

차투라지는 차투랑가를 4인용으로 변형해 만든 보드게임이다. 돛단배, 말, 코끼리, 왕, 네 개의 폰이 있다. 주사위를 사용하지만, 주사위를 쓰지 않고 둘 수도 있다.

## 같이 보기
- 주사위 체스